# Elnes
Elnes és un municipi francès situat al departament del Pas de Calais i a la regió dels Alts de França. L'any 2007 tenia 826 habitants.

## Demografia

### Població
El 2007 la població de fet d'Elnes era de 826 persones. Hi havia 285 famílies de les quals 56 eren unipersonals (24 homes vivint sols i 32 dones vivint soles), 75 parelles sense fills, 122 parelles amb fills i 32 famílies monoparentals amb fills.
La població ha evolucionat segons el següent gràfic:
Habitants censats

### Habitatges
El 2007 hi havia 326 habitatges, 296 eren l'habitatge principal de la família, 11 eren segones residències i 19 estaven desocupats. 316 eren cases i 3 eren apartaments. Dels 296 habitatges principals, 214 estaven ocupats pels seus propietaris, 81 estaven llogats i ocupats pels llogaters i 2 estaven cedits a títol gratuït; 13 tenien dues cambres, 15 en tenien tres, 99 en tenien quatre i 169 en tenien cinc o més. 252 habitatges disposaven pel capbaix d'una plaça de pàrquing. A 120 habitatges hi havia un automòbil i a 141 n'hi havia dos o més.

### Piràmide de població
La piràmide de població per edats i sexe el 2009 era:
| Homes | Edats   | Dones |
| ----- | ------- | ----- |
| 0     | 95 o +  | 0     |
| 4     | 90 a 94 | 0     |
| 0     | 85 a 89 | 8     |
| 4     | 80 a 84 | 12    |
| 16    | 75 a 79 | 16    |
| 12    | 70 a 74 | 16    |
| 16    | 65 a 69 | 28    |
| 0     | 60 a 64 | 16    |
| 12    | 55 a 59 | 4     |
| 20    | 50 a 54 | 28    |
| 16    | 45 a 49 | 24    |
| 52    | 40 a 44 | 24    |
| 32    | 35 a 39 | 28    |
| 20    | 30 a 34 | 24    |
| 40    | 25 a 29 | 20    |
| 24    | 20 a 24 | 52    |
| 24    | 15 a 19 | 28    |
| 0     | 10 a 14 | 28    |
| 16    | 5 a 9   | 12    |
| 20    | 0 a 4   | 12    |

## Economia
El 2007 la població en edat de treballar era de 523 persones, 347 eren actives i 176 eren inactives. De les 347 persones actives 295 estaven ocupades (189 homes i 106 dones) i 51 estaven aturades (14 homes i 37 dones). De les 176 persones inactives 47 estaven jubilades, 47 estaven estudiant i 82 estaven classificades com a «altres inactius».

### Ingressos
El 2009 a Elnes hi havia 302 unitats fiscals que integraven 827,5 persones, la mediana anual d'ingressos fiscals per persona era de 14.333 €.

### Activitats econòmiques
Dels 7 establiments que hi havia el 2007, 1 era d'una empresa de fabricació d'altres productes industrials, 2 d'empreses de construcció, 1 d'una empresa de comerç i reparació d'automòbils, 1 d'una empresa d'hostatgeria i restauració, 1 d'una empresa de serveis i 1 d'una entitat de l'administració pública.
L'únic servei als particulars que hi havia el 2009 era un paleta.
L'any 2000 a Elnes hi havia 4 explotacions agrícoles.

## Equipaments sanitaris i escolars
El 2009 hi havia una escola elemental.

## Poblacions més properes
El següent diagrama mostra les poblacions més properes.